# Лісна Крутовка
Лісна́ Кру́товка (рос. Лесная Крутовка) — присілок у складі Вадінського району Пензенської області, Росія.
Населення — 82 особи (2010; 116 у 2002).
Національний склад станом на 2002 рік:
- росіяни — 100 %